# Chloroclystis nigrilineata
Chloroclystis nigrilineata är en fjärilsart som beskrevs av W. Warren 1898. Chloroclystis nigrilineata ingår i släktet Chloroclystis och familjen mätare. Inga underarter finns listade i Catalogue of Life.